# Yevgeniy Misyulya
Yevgeniy Nikolayevich Misyulya (em bielorrusso: Евгений Николаевич Мисюля; Grodno, 13 de março de 1964) é um antigo atleta bielorrusso, especialista em marcha atlética. Ganhou a medalha de prata nos Campeonatos da Europa de 1994 e foi terceiro classificado em duas edições dos Campeonatos Mundiais de atletismo, sempre na modalidade de 20 quilómetros marcha.
Participou por três vezes nos Jogos Olímpicos, a última das quais em - 2004 - quando tinha já 40 anos de idade. 
Apresenta, como recorde pessoal, a marca de 1:18:18 h nos 20 km marcha, realizada em 1996. 
É casado com a também marchadora Natalya Misyulya.